# Bányai Péter Mihály
Bányai Péter Mihály (Vasvár, 1946. január 1.) magyar publicista.
Eredeti szakmája vegyész, 1988–89-ben műszaki menedzserképző akadémiát végzett. 1966–1992-ig korrózióvédelemmel foglalkozott, tagja volt a Gépipari Tudományos Egyesület Korróziós Szakosztályának, 1980-tól korrózióvédelmi szakértőként is működött. 1991–98-ig az Állampolgári Jogvédő Liga alapító elnöke, e minőségében alapító tagja a Civil Kerekasztalnak, és a Szociális Tanács XII. (hátrányos helyzetűek) szekciójának. A Jogvédő Liga keretében létrehozta  a szegények ügyvédjeként működő Lakossági Érdekvédelmi Tanácsadót, ahol közel 100 ügyvéd, mentálhigiéniával, családpolitikával foglalkozó szakember segíti a rászorulókat. 1991-ben alapító szerkesztője a ma is működő LÉTkérdés című érdekvédelmi lapnak. 1992-től rendszeresen publikált napilapokban, elsősorban civilisztikai, családvédelmi témakörben. 1992-ben publikálta "A Büntetőkamat hatása a családi költségvetésre" című tanulmányát, amely – a lakáshitelkamatok 1990. évi emelését követően a Jogvédő Ligához beérkezett, közel 50 000 adatlap nyomán – a családi eladósodás képét rajzolta fel, s érdekvédő munkája eredményeképpen, az ombudsman közbenjárására idén a probléma a kormány elé került.
Alapító elnöke a Jogvédő Egyesületek Szövetségének (1995). 1996-ban előadója volt a TIT Nyári Szabadegyetemének. 1996-ban publikálta a "Havanna szindróma" című tanulmányát, amelyben egy országos felmérés tapasztalatait elemezte. Ezt a témát a Szociális Tanács a kormány elé terjesztette, ezt követően kormányzati szinten foglalkoztak a kb. 900 ezer családot érintő válság kezelésével. 1997-ben publikálta a munka világán túli érdekegyeztetés lehetséges módozatairól a LÉT az ÉT-n kívül című munkáját. (LÉT= Lakossági Érdekegyeztető Tanács, ÉT= Érdekegyeztető Tanács) 
1998-ban a Társadalmi Konföderáció alapító ügyvezető elnöke, amely az egyik legnagyobb hazai civil szerveződés lett, miután 2000-ben elnökké választották. 2004-2006 között a Kontroll (újság) fogyasztóvédelmi újság lapigazgatója, 2007-től a panaszfal.hu domain alatt futó interaktív civil fogyasztóvédelmi honlapot vezeti. Egyik szervezője, és civil vezérszónoka volt a 2008. február 15-én, a Parlament Felsőházi termében tartott III. Országos Civil Konferenciának, amelynek folytatásaként a Társadalmi Konföderáció (más civil szervezetekkel együtt) Civil Express néven elindította az egész ország területére kiterjedő társadalmi vitáját.